# Vladimiro Montesinos
Vladimiro Ilich Montesinos Torres (Arequipa, 20 maggio 1945) è un politico peruviano.
È stato il capo dei servizi segreti peruviani, Servicio de Inteligencia Nacional (SIN), sotto la presidenza di Alberto Fujimori. Nel 2000, sono stati trasmessi dalla televisione peruviana dei video segreti, registrati dallo stesso Montesinos, in cui corrompe un membro del Parlamento allo scopo di farlo passare dall'opposizione alla parte fujimorista del Congresso. In seguito a questo scandalo Montesinos lascerà il paese e il Presidente Fujimori sarà costretto ad abbandonare il suo incarico.  
Inchieste successive riveleranno che Montesinos era al centro di una vasta rete di attività illegali. Montesinos è stato indagato, processato e condannato per diversi reati. Nel 2006 è stato condannato a venti anni di prigione per Traffico illegale di armi.
Si è unito al partito POR AMOR AL PERÙ.

## Biografia
Vladimiro Montesinos è nato ad Arequipa, nell'omonima regione del Perù meridionale. I suoi genitori, di origine greca e comunisti lo chiamarono così in onore di Lenin, il primo leader dell'Unione sovietica. Nel 1965, Montesinos si diplomò come cadetto militare presso un'accademia statunitense di Panama. L'anno seguente, si diplomò presso la Scuola militare di Chorrillos, a Lima in Perù. Nei primi anni settanta, durante la dittatura militare del Generale Juan Velasco, Montesinos divenne capitano dell'esercito peruviano. Nel 1973, divenne collaboratore del Generale Edgardo Mercado Jarrín, Primo Ministro del Perù e capo delle forze armate.
Nel 1976, Montesinos viene coinvolto in uno scandalo di spionaggio. Montesinos infatti in più di un'occasione aveva passato al governo degli Stati Uniti documenti top-secret dell'esercito peruviano. Malgrado le pesanti accuse, Montesinos farà soltanto due anni di prigione e dovrà abbandonare la carriera militare.
Nel 1978, terminò gli studi in legge e si diede alla professione forense. In breve tempo si fece un nome come avvocato di narcotrafficanti peruviani e colombiani. Tra il 1980 e il 1983, rivelò ad un quotidiano locale alcune pratiche illecite in seno all'esercito peruviano. In seguito allo scandalo che ne seguì, Montesinos riparò in Ecuador ma già nel 1984 poté fare ritorno in Perù.

### La presidenza Fujimori
Nel 1990, Montesinos guadagna nuovamente l'onore delle cronache per aver difeso il fino ad allora sconosciuto, Alberto Fujimori, candidato alle elezioni presidenziali. Fujimori era stato coinvolto in un processo inerente a transazioni immobiliari irregolari e le polemiche suscitate da questo scandalo minacciavano la sua corsa alla carica di Presidente. L'intervento di Montesinos fu provvidenziale e Fujimori vinse le elezioni presidenziali.
Con Fujimori alla presidenza, Montesinos entra nei servizi segreti peruviani di cui diventerà presto una delle figure più potenti. Negli anni Montesinos verrà riconosciuto colpevole di aver abusato della sua posizione per combattere gli oppostitori politici di Fujimori e di aver creato un'ampia rete di contatti e connivenze che gli consentirono di tenere sotto controllo gli organi di informazione del paese.
In seguito alle presidenziali del 2000, Montesinos venne coinvolto in un ennesimo scandalo. La televisione nazionale, infatti, diffuse diversi video in cui Montesinos corrompe politici, giornalisti e persino funzionari dello stato allo scopo di falsare le elezioni. 
Durante tutto il corso degli anni novanta Montesinos entrò in contatto con diversi narcotrafficanti sudamericani. Sin dal 1992 Montesinos riceveva ingenti quantità di denaro dai narcotrafficanti in cambio di protezione.
Ma è stato il coinvolgimento nel traffico illegale di armi destinate alle FARC colombiane, a decretare il declino di Montesinos.
Nel 2006, Montesinos è stato condannato a vent'anni di prigione per traffico illegale di armi e nel 2007 è stato processato per le responsabilità nell'ambito della Crisi dell'ambasciata giapponese a Lima.